# Maelle Frascari
Maelle Frascari (1 de diciembre de 1995) es una deportista italiana que compite en vela en la clase Nacra 17.
Ganó una medalla de oro en el Campeonato Mundial de Nacra 17 de 2019 y una medalla de bronce en el Campeonato Europeo de Nacra 17 de 2020.

## Palmarés internacional
| \| Campeonato Mundial \| Campeonato Mundial \| Campeonato Mundial \| Campeonato Mundial \| \| Año \| Lugar \| Medalla \| Clase \| \| ------------------ \| ------------------------ \| ------------------ \| ------------------ \| \| 2019 \| Auckland (Nueva Zelanda) \| Medalla de oro \| Nacra 17 \| \| Campeonato Europeo \| \| \| \| \| Año \| Lugar \| Medalla \| Clase \| \| 2020 \| Attersee (Austria) \| Medalla de bronce \| Nacra 17 \| |                          |                   |          |
| Campeonato Mundial |                          |                   |          |
| Año | Lugar                    | Medalla           | Clase    |
| 2019 | Auckland (Nueva Zelanda) | Medalla de oro    | Nacra 17 |
| Campeonato Europeo |                          |                   |          |
| Año | Lugar                    | Medalla           | Clase    |
| 2020 | Attersee (Austria)       | Medalla de bronce | Nacra 17 |